# Stagione di college football 1883
La Stagione di college football 1883 fu la quindicesima stagione di college football negli Stati Uniti. 
La Intercollegiate Football Association (IFA) fissò i punteggi per ognuna delle segnature: due punti per il touchdown, cinque punti per il field goal, 4 punti per la conversione tramite calcio, un punto per il placcaggio di un avversario in possesso di palla nella sua endzone (safety)
Le università ufficialmente conteggiate furono undici, le nuove regole aumentarono immediatamente i punteggi delle gare: Yale passò da un computo totale di 52 punti fatti e uno subito nel 1882 a 485 punti fatti e due subiti nella stagione 1883.
Secondo l'Official NCAA Division I Football Records Book, Yale imbattuta 8-0 si aggiudicò il quarto titolo consecutivo della IFA, e guadagnò postumo il titolo di campione nazionale di quella stagione.

## Classifica finale
| Scuola                | Conference V-S-P | Totale V-S-P |
| --------------------- | ---------------- | ------------ |
| Yale                  | -                | 8 - 0        |
| College of New Jersey | -                | 7 - 1        |
| Harvard               | -                | 8 - 2        |
| Pennsylvania          | -                | 6 - 2 - 1    |
| Stevens Tech          | -                | 3 - 5 - 1    |
| Wesleyan              | -                | 3 - 5        |
| Lafayette             | -                | 2 - 4        |
| Michigan              | -                | 2 - 3        |
| Williams              | -                | 1 - 2        |
| Rutgers               | -                | 1 - 6        |
| Columbia              | -                | 1 - 3        |
| M.I.T.                | -                | 0 - 1        |